# Ушатый, Василий Фёдорович
Князь Василий Фёдорович Ушатый (в иночестве Перфирий) — воевода во времена правления Василия III Ивановича.
Из княжеского рода Ушатые. Старший сын родоначальника, князя Фёдора Ивановича по прозванию Ушат и княгини Домны. Имел братьев, князей: Константина, Ивана Ляпуна, Иван Бородатый, Юрия и Петра.

## Биография
В 1509 году послан воеводой из Вязьмы в Дорогобуж. В 1513 году второй воевода войск левой руки в государевом походе к Смоленску. В 1519 году первый воевода на Мещере. В 1525 году первый воевода войск левой руки судовой рати в Казанском походе. В 1527 году прибавочный воевода на берегу Оки.
Умер до 1544 года, когда его сын Иван Васильевич Третьяк сделал вклад в Троице-Сергиев монастырь по родителям и по себе, свою вотчину — село Коприно в Ярославском уезде.

## Семья
От брака с неизвестной имел детей:
- Князь Ушатый Юрий Васильевич Большой — воевода и окольничий.
- Князь Ушатый Василий Васильевич Чулок — воевода и окольничий.
- Князь Ушатый Иван Васильевич Третьяк — в 1524 году второй, а в 1526 году первый воевода Сторожевого полка конной рати в Казанских походах. В 1549 году участвовал в зимнем шведском походе, бездетный.
- Князь Ушатый Борис Васильевич — в 1526 году воевода Сторожевого полка судовой рати. В 1544 году второй воевода четвёртого Сторожевого полка в Казанском походе.
- Князь Юрий Васильевич Меньшой — в 1527 году упоминается в числе воевод в походе из Коломны в Лужу. В 1535 году воевода в Почепе. В марте 1544 года первый воевода пятого Сторожевого полка в Казанском нагорною стороною походе.